# Coryphantha gracilis
Coryphantha gracilis là một loài thực vật có hoa trong họ Cactaceae. Loài này được L.Bremer & A.B.Lau mô tả khoa học đầu tiên năm 1977.